# Johann Stammel
Johann Stammel, auch Meinertzhagen (* um 1519 in Meinerzhagen; † um 1549 in Bonn) war evangelischer Theologe und Reformator.

## Leben
Als Minorit in Köln studierte er dort und promovierte 1535 zum Lizentiaten. In der Zeit der so genannten Kölner Reformation erregten seine Predigten großes Aufsehen. Kaspar Hedio, der 1542 in Köln war, bezeichnet ihn als „non vulgaris concionator“. Im Dezember 1543 musste er Köln verlassen, begab sich zum Bischof Hermann von Wied und wurde evangelischer Prediger in Bonn. 
Um diese Zeit predigte er auch in Linz am Rhein. Von seinen Predigten, die stark gewirkt haben müssen, ist nichts erhalten. Dafür ist aber sein Name mit einem Buch verbunden, das jahrzehntelang im Rheinland und bis nach Holland starken Einfluss geübt hat: „Des evangelischen Bürgers Handbüchlein“. Dieses war bereits 1529/30 von Arnt von Aich gedruckt worden. 
Der Inhalt bestand aus kurzen Lehrsätzen und biblischen Sprüchen. Bei den Zehn Geboten und beim Vaterunser richtete sich der Herausgeber nach Martin Luthers Kleinem Katechismus. Als Stammel es 1544 in Bonn neu herausgab, erweiterte er es durch mehrere Zusätze. Auf dem Titelblatt heißt es „gemehrt und gebessert durch Herrn J. M., Licentiaten, Diener der Kirchen zu Bonn“. Möglicherweise ist auch das Bonner Gesangbuch von ihm veranlasst oder gar von ihm allein bearbeitet.